# Megachile disjunctiformis
Megachile disjunctiformis är en biart som beskrevs av Cockerell 1911. Megachile disjunctiformis ingår i släktet tapetserarbin, och familjen buksamlarbin. Inga underarter finns listade i Catalogue of Life.